# Rhinella pombali
Rhinella pombali és una espècie híbrida de gripau de la família Bufonidae del sud-est del Brasil, anomenada així en honor de José Pérez Pombal, Jr., un herpetòleg brasiler. Es va descriure originalment el 2004 com una espècie diferent, però un estudi genètic publicat el 2012 va trobar que era un híbrid de Rhinella ornata i Rhinella crucifer. Morfològicament també és intermedi entre aquestes espècies. Per tant, ja no es considera una espècie vàlida, tot i que encara és present en alguns llistats.